# Phrynobatrachus pygmaeus
Phrynobatrachus pygmaeus es una especie de anfibios de la familia Phrynobatrachidae.

## Distribución geográfica
Se encuentra en la República Centroafricana.  